# Copa Ibarguren 1952
La Copa Ibarguren 1952, también conocida como Campeonato Argentino - Copa Dr. Carlos Ibarguren o Campeonato Argentino a secas, fue la vigesimosegunda edición del torneo organizado por la AFA y un torneo oficial del fútbol argentino.
Enfrentó a River Plate contra la Liga Cultural de Fútbol de Santiago del Estero. Se disputó a partido único. Los equipos igualaron 1 a 1 y el título quedó compartido entre ambos.

## Clubes clasificados
Clasificaron como campeones de 1952:
| AFA |  | Club Atlético River Plate |  | Campeón de la Primera División de Argentina (1952) |
| CAI |  | Liga Cultural de Fútbol   |  | Campeón de la Copa Presidente de la Nación (1952)  |

## Desarrollo
El torneo enfrentó a River Plate; contra la Liga Cultural de Santiago del Estero; campeón del Campeonato Argentino de Interligas 1952. Los santiagueños se clasificaron al vencer por 2 a 1 a la Liga de Pergamino, en el estadio de Belgrano de Córdoba, mientras que River lo hizo al campeonar en primera división de la mano de La Máquina de Labruna y Lostau.
El encuentro se disputó dos años después de terminada la temporada, el 9 de julio de 1954 en el Estadio Doctores José y Antonio Castiglione, recinto perteneciente al Club Atlético Mitre de Santiago del Estero. Se debe destacar que el partido se suspendió, y nunca más pudo ser terminado. 
Tras empatar 1 - 1, se procedió a disputar el tiempo extra, consistente en dos tiempos de 15 minutos. Sin embargo, tras 120 minutos, la paridad no pudo ser modificada.
Por consiguiente, se determino jugar a "muerte súbita", es decir, disputar el encuentro hasta que algún equipo logre marcar, consagrándose campeón (la definición por tiros desde el punto penal aun no existía). Este periodo tan solo duró 4 minutos, debido a la falta de luz natural en el campo de juego. Ambos conjuntos decidieron suspender el encuentro para otra ocasión, dejando la definición en suspenso.
Los problemas de calendario entre ambas instituciones para reanudar el cotejo hicieron que el título sea inicialmente considerado como "desierto".
Sin embargo, el 29 de junio de 1955, la Asociación del Fútbol Argentino decide declarar a ambos conjuntos como ganadores del certamen, compartiendo el título, y tomando como precedente el Campeonato de Fútbol de 1891. Este último fue precisamente el primer torneo oficial de fútbol en Argentina, y declaró a dos campeones: Saint Andrew's y Old Caledonians.
| 9 de julio de 1954 | Liga Cultural de Fútbol | 1:1 | River Plate | Estadio Mitre, Santiago del Estero |  |

| Guardameta     | Díaz        |  |
| Defensa        | Lorenzo     |  |
| Defensa        | Elía        |  |
| Centrocampista | Pereyra     |  |
| Centrocampista | González    |  |
| Centrocampista | Esper       |  |
| Delantero      | Cevallos    |  |
| Delantero      | Loto        |  |
| Delantero      | Zavaleta    |  |
| Delantero      | Comán       |  |
| Delantero      | Luna        |  |
| DT             | Desconocido |  |

| Guardameta     | Pascual Adessio     |  |
| Defensa        | Alfredo Pérez       |  |
| Defensa        | Bernardo Guastavino |  |
| Centrocampista | Roberto Tesouro     |  |
| Centrocampista | Julio Venini        |  |
| Centrocampista | Lidoro Soria        |  |
| Delantero      | Felix Respuela      |  |
| Delantero      | Eliseo Prado        |  |
| Delantero      | Walter Gómez        |  |
| Delantero      | Ángel Labruna       |  |
| Delantero      | Félix Loustau       |  |
| DT             | José María Minella  |  |

| Anotado | 60' | Loto |

| Anotado | 8' | Gómez |

| Guardameta     | Díaz        |  |
| Defensa        | Lorenzo     |  |
| Defensa        | Elía        |  |
| Centrocampista | Pereyra     |  |
| Centrocampista | González    |  |
| Centrocampista | Esper       |  |
| Delantero      | Cevallos    |  |
| Delantero      | Loto        |  |
| Delantero      | Zavaleta    |  |
| Delantero      | Comán       |  |
| Delantero      | Luna        |  |
| DT             | Desconocido |  |

| Guardameta     | Pascual Adessio     |  |
| Defensa        | Alfredo Pérez       |  |
| Defensa        | Bernardo Guastavino |  |
| Centrocampista | Roberto Tesouro     |  |
| Centrocampista | Julio Venini        |  |
| Centrocampista | Lidoro Soria        |  |
| Delantero      | Felix Respuela      |  |
| Delantero      | Eliseo Prado        |  |
| Delantero      | Walter Gómez        |  |
| Delantero      | Ángel Labruna       |  |
| Delantero      | Félix Loustau       |  |
| DT             | José María Minella  |  |

| Anotado | 60' | Loto |

| Anotado | 8' | Gómez |

|                                                |
| Bandera de la Provincia de Santiago del Estero |
| Campeón Liga Cultural de Fútbol 1.er título    |

|                                      |
| Bandera de la Ciudad de Buenos Aires |
| Campeón River Plate 4.º título       |

| Predecesor: 1950 Campeón: Liga Mendocina | XVIII Copa Ibarguren 1952 Campeón: Titulo compartido | Sucesor: 1958 Campeón: Liga Cordobesa |